# George Andrew Olah
George Andrew Olah (numele său la naștere fiind cel de György Oláh, n. 22 mai 1927, Budapesta, Regatul Ungariei – d. 8 martie 2017, Beverly Hills, California, SUA) a fost un chimist evreu-american de origine maghiară, laureat al Premiului Nobel pentru chimie (1994).
Olah a studiat la Politehnica din Budapesta, unde și-a început cariera academică în anul 1949.